# 罗马尼亚列伊
罗马尼亚列伊（复数为），是罗马尼亚官方货币，辅币名为巴尼（bani），1列伊=100巴尼。
17世纪时，今日罗马尼亚地区通行荷兰金币，由于这些金币以狮子（lei）为图案，故而罗马尼亚居民通称这些货币为“列伊”（lei，單數為leu）。1867年罗马尼亚独立后，便确定列伊为官方货币名称，规定1列伊价值5克83.5%的白银或者0.29032克黄金。
1878年，更为坚挺的俄罗斯卢布逐渐将列伊挤出了罗马尼亚的流通渠道。为改变这一情况，罗马尼亚接受了金本位，并加入拉丁货币联盟，规定银币面值不得超过50列伊。
1914年，罗马尼亚放弃金本位，这导致列伊迅速贬值。1929年2月7日，罗马尼亚政府宣布列伊钉住美元，其汇率为1美元兑换167.20列伊。在此之后，罗马尼亚政府曾两度贬值列伊。二战期间，罗马尼亚政府宣布列伊改为钉住德国马克，规定1马克兑换49.50列伊，后贬值为1马克兑换59.5列伊。战后，苏联占领罗马尼亚，规定1卢布兑换100列伊。苏军撤离后，列伊急剧贬值。
1947年，罗马尼亚政府宣布发行新版列伊，规定1新列伊等于20000旧列伊，新列伊与美元之间的汇率规定为150：1。1952年，罗马尼亚发行第三版列伊，规定存款、现金、债务等必须按照20：1到400：1等不同的兑换率兑换为新列伊。1970年，罗马尼亚政府宣布列伊不可兑换，此后直到尼古拉·齐奥塞斯库倒台前，列伊只能按照官方汇率兑换为外国货币，这直接导致了1980年代后期灾难性的货币供应不足现象。
齐奥塞斯库政权崩溃后，列伊恢复为可兑换货币，从而出现了剧烈的恶性通货膨胀，从初期的1美元兑换8列伊一直跌到2003年9月的1欧元兑换40000列伊。此后的通货膨胀方才得到控制。
2005年7月，罗马尼亚发行第四版列伊，规定10000旧列伊兑换1新列伊。2007年，旧列伊正式退出流通。
罗马尼亚于2007年加入欧盟，但還未加入歐元區。

### 硬幣

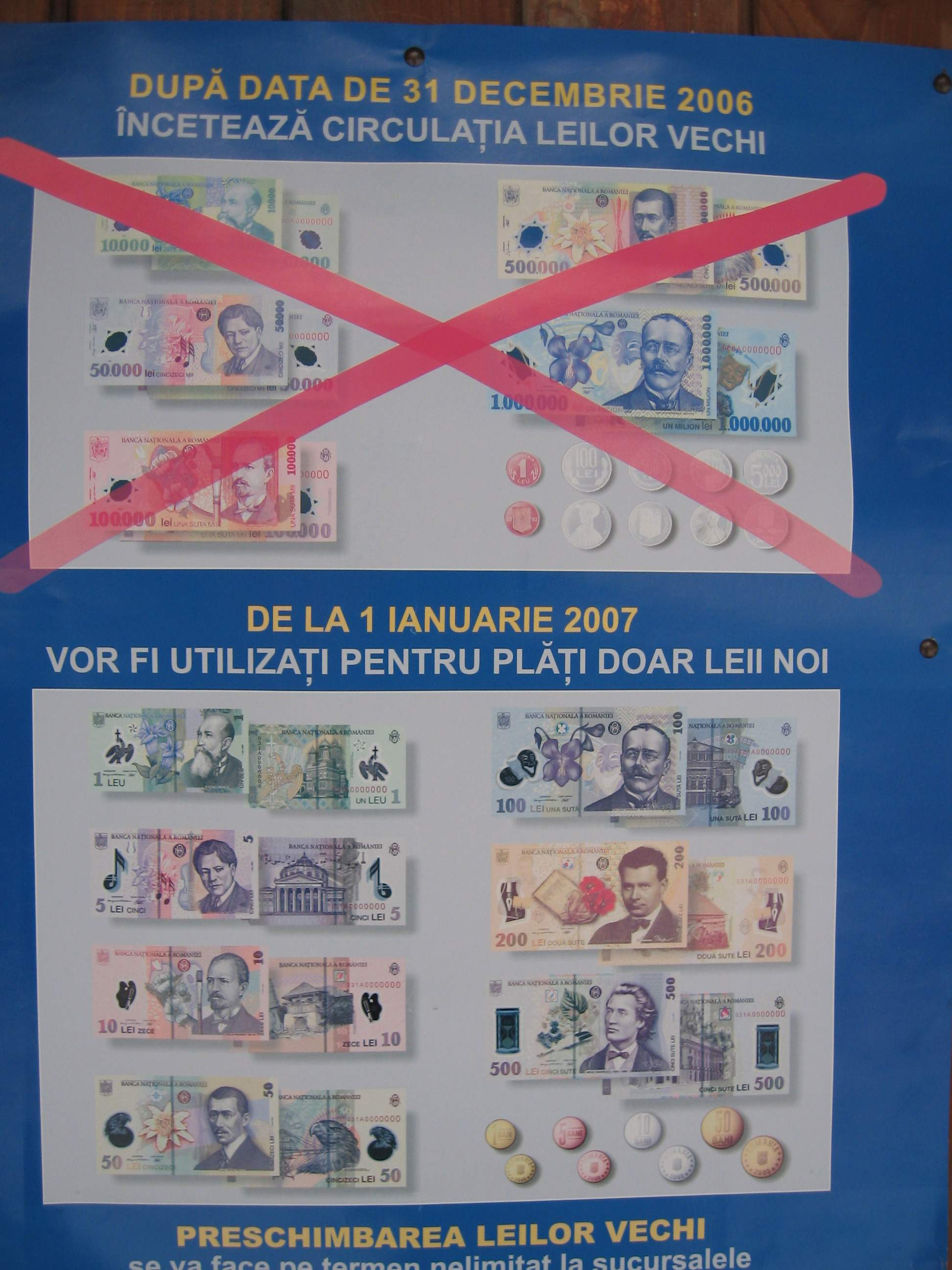
2007年的版本

## 流通中的貨幣

### 紙幣

#### 1996-2000年
- 1,000 列伊
- 5,000 列伊
- 10,000 列伊
- 50,000 列伊
- 100,000 列伊

#### 1999-2003年
- 2,000 列伊
  - 正面：1999年8月11日日食
  - 背面：罗马尼亚地圖
- 10,000 列伊
  - 正面：尼古拉·羅加、秦艽
  - 背面：阿爾傑什河畔庫爾泰亞大教堂
- 50,000 列伊
  - 正面：喬治·埃內斯庫、康乃馨
  - 背面：羅馬尼亞雅典娜神廟
- 100,000 列伊
  - 正面：尼古拉·古力歌勒斯喬、蜀葵
  - 背面：奧爾特尼亞的傳統房屋、尼古拉·古力歌勒斯喬的畫作
- 500,000 列伊
  - 正面：柯勞·法喬、高山火絨草
  - 背面：法喬二世的飛機設計、鷹頭
- 1,000,000 列伊
  - 正面：艾爾·盧卡·卡偉周、香堇菜
  - 背面：布加勒斯特的舊國家大劇院、艾爾·盧卡·卡偉周的雕像

#### 2005年
- 1 列伊
  - 正面：尼古拉·羅加、秦艽
  - 背面：阿爾傑什河畔庫爾泰亞大教堂
- 5 列伊
  - 正面：乔治·埃内斯库、康乃馨
  - 背面：羅馬尼亞雅典娜神廟
- 10 列伊
  - 正面：尼古拉·古力歌勒斯喬、蜀葵

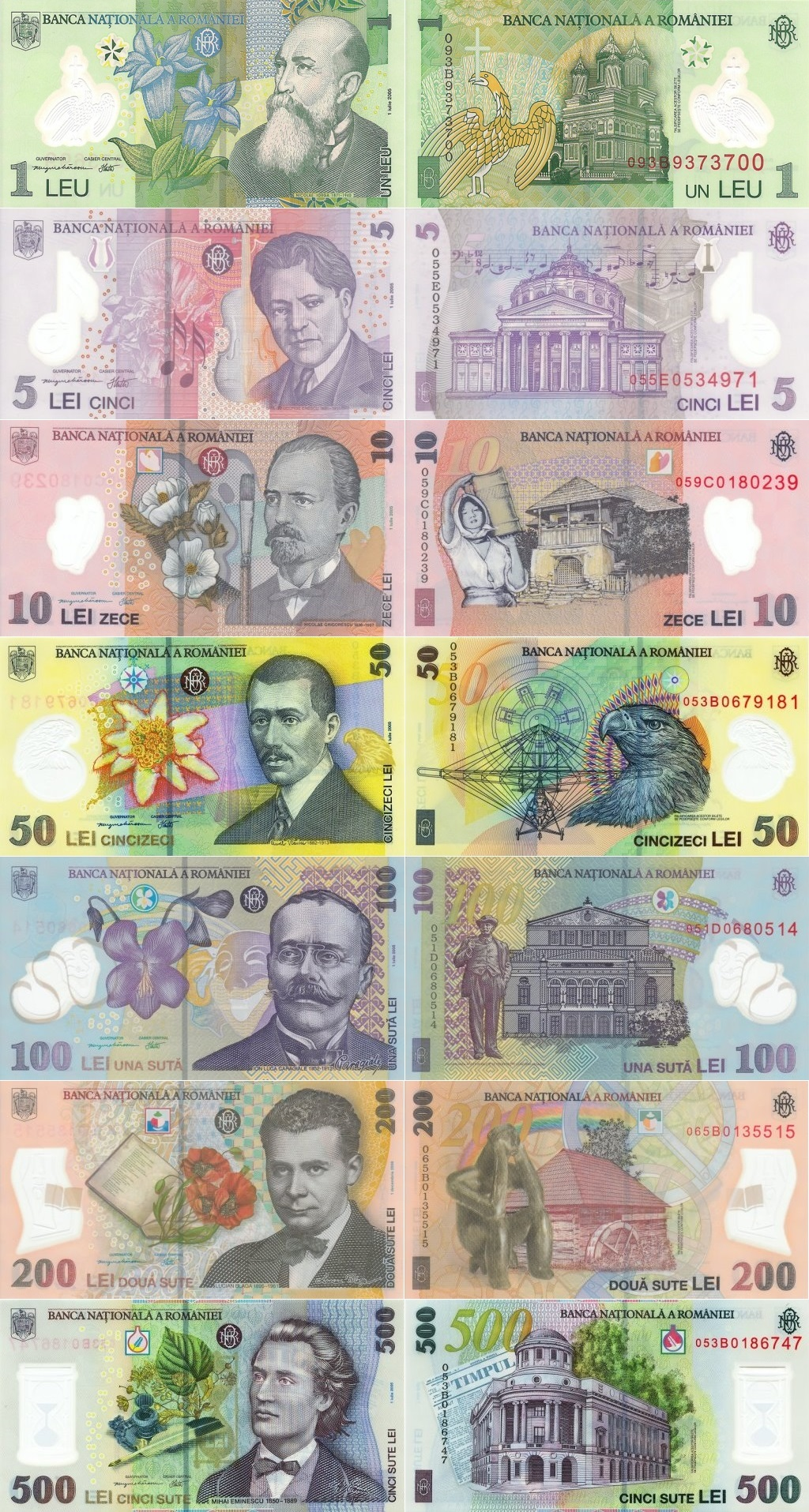
羅馬尼亞在2005年開始使用的紙幣。

  - 背面：奧爾特尼亞的傳統房屋、尼古拉·古力歌勒斯喬的畫作
- 20列伊
- 50 列伊
  - 正面：柯勞·法喬、高山火絨草
  - 背面：法喬二世的飛機設計、鷹頭
- 100 列伊
  - 正面：艾爾·盧卡·卡偉周、香堇菜
  - 背面：布加勒斯特的舊國家大劇院、艾爾·盧卡·卡偉周的雕像
- 200 列伊
  - 正面：盧西恩·布拉加、虞美人
  - 背面：水車、哈文基亞雕塑
- 500 列伊
  - 正面：米哈伊·愛明內斯庫、椴树
  - 背面：雅西中央大學圖書館

## 外部連結
- www.bancnoteleromanesti.go.ro - All Romanian banknotes from beginning to present. (mirror  here).
- 唐的世界硬币画廊：Romania
- 罗恩·怀斯的世界纸币：Romania 镜像网站
- 环球货币历史：Romania
- 《环球金融资料》系列：Romania New Leu
- 《环球金融资料》货币历史表格（ 微软试算表格式）
- Current legal tender pictures （页面存档备份，存于）
- www.denominare.ro - The official site of the leu revaluation